# Понтињано (Сијена)
Понтињано је насеље у Италији у округу Сијена, региону Тоскана.
Према процени из 2011. у насељу је живело 16 становника. Насеље се налази на надморској висини од 353 м.